# Baminornis
Baminornis (букв. «птах провінції Фуцзянь») — викопний рід базальних представників Avialae з пізньоюрської (титонської) формації Nanyuan у Китаї. Рід містить єдиний вид, B. zhenghensis, відомий за частковим скелетом. Baminornis є найдавнішим відомим авіалом зі злитим пігостилем.

## Історія відкриття
Голотипний зразок Baminornis, IVPP V33259, був знайдений у відслоненнях формації Nanyuan («шар 2») поблизу села Яньюань повіту Чженхе в провінції Фуцзянь, Китай. Зразок є неповним і частково зчленованим, складається з кісток лівої передньої та задньої кінцівок, часткового грудного і тазового поясів, спинних і хвостових хребців, пігостиля, кількох ребер і гастралій.
У 2025 році Чен та ін. описали Baminornis zhenghensis як новий рід і вид ранніх птахів на основі цих викопних решток. Родова назва, Baminornis, поєднує в собі Bamin — мандаринське слово, що означає провінцію Фуцзянь — і грецьке ornis, що означає «птах». Видова назва, zhenghensis, походить від округу Чженхе, де скам'янілість була знайдена.

## Опис
Бамінорніс — невеликий авіал. Його маса тіла оцінюється в 130—300 грамів, базуючись на окружності його стегнової кістки. Його міцний пігостиль складався з п'яти зрощених хребців, що загиналися догори. Подібно до інших авіалів юрського періоду, клубова кістка бамінорніса становить близько половини довжини його стегнової кістки. Таким чином, вона пропорційно коротша, ніж у більш похідних таксонів. Плечовий пояс, зокрема лопатка і коракоїд, не зрощені, що більше відповідає таксонам вінцевої групи. Це може означати кращу пристосованість до польоту порівняно з археоптериксами аналогічного віку.